# Calotropis
Calotropis é um género botânico pertencente à família Apocynaceae (ordem Gentianales). É originária das regiões áridas da África e Ásia, e naturalizada nas zonas tropicais áridas de todo o mundo.

## Espécies selecionadas
- Calotropis acia
- Calotropis gigantea
- Calotropis hamiltoni
- Calotropis herbacea
- Calotropis procera

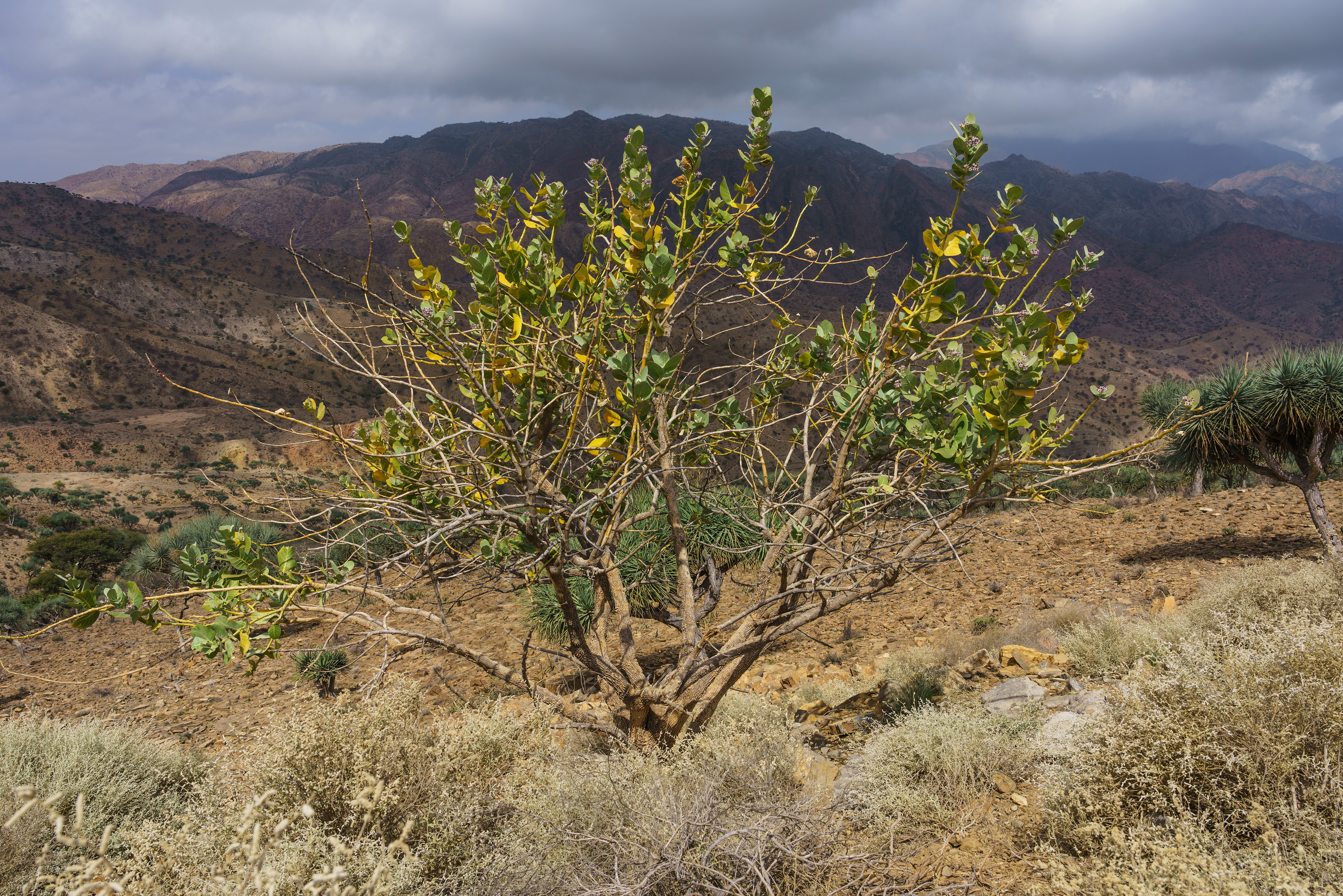
Habitat.
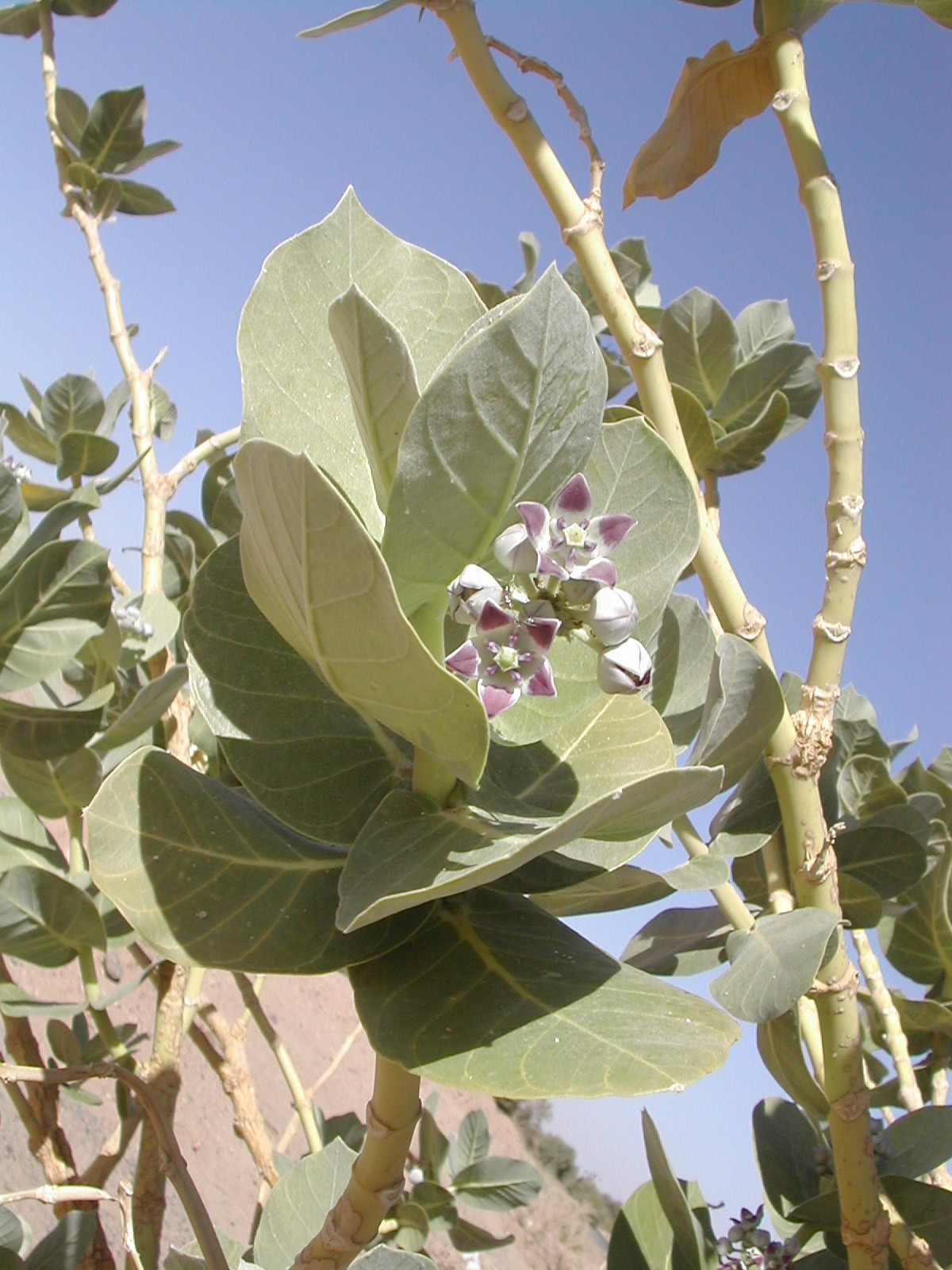
Folhagem.
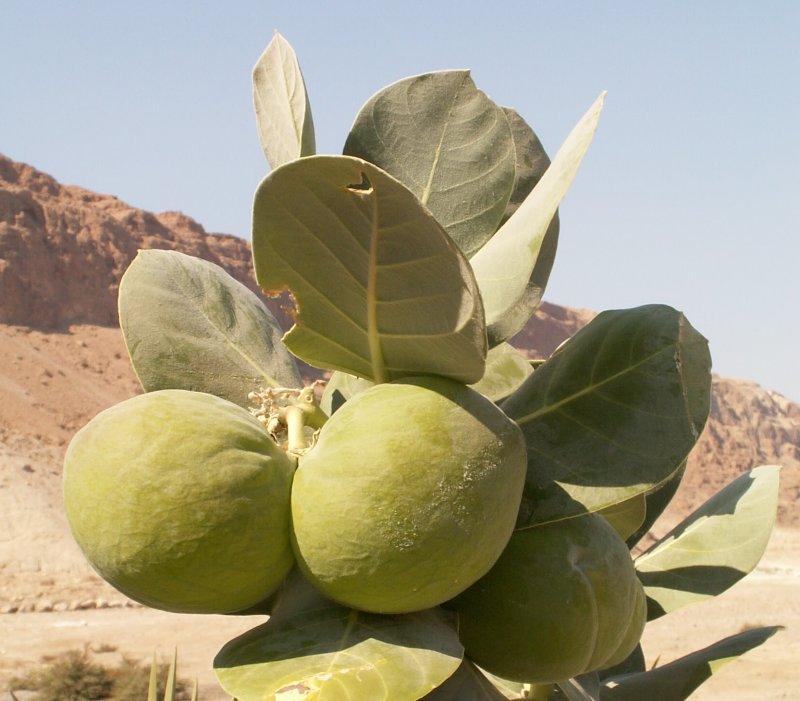
Fruto.